# Liste d'herbes et aromates de cuisine
Les herbes et aromates de cuisine sont des substances végétales, et parfois animales dans le cas des aromates, utilisées pour donner du goût et de l'arôme aux aliments. Les herbes et les autres substances sont parfois employées à l'état naturel et parfois après un traitement comme la torréfaction.
Certains produits de la liste ci-dessous, comme le sel, n'appartiennent ni au règne végétal ou animal, mais au règne minéral. Il ne s'agit alors ni d'une épice (substance végétale utilisée pour assaisonner les plats qui joue plus sur la saveur, les aromates sur l'olfaction) ni d'un aromate (substance utilisée en cuisine, en médecine ou en parfumerie), mais d'un condiment (préparation à partir des substances précédentes, servie à part du mets).

## Liste
- achillée
- ail
- ajowan
- amande amère
- aneth (feuilles et graines)
- angélique
- anis
- asa foetida
- badiane
- basilic
- bouillon cube
- bouquet garni
- bourrache
- camomille
- cannelle
- câpres
- cardamome
- carmin
- carvi
- casse
- coulis de cassis
- graine de céleri
- cerfeuil
- chili
- ciboulette
- cinq épices
- citron et citron séché
- citronnelle
- citron vert
- cognac
- coriandre
- coriandre longue ou panicaut fétide
- cornichon
- cumin
- cumin noir
- curcuma
- curry en poudre
- dukkah
- eau de fleur d'oranger
- échalote
- estragon
- extrait de café
- fécule de pomme de terre
- fenouil (feuilles et graines)
- fenugrec
- feuille de curry
- jus de fraise
- galanga (grand galanga et petit galanga)
- garam masala
- clou de girofle
- gingembre
- helichrysum
- huile d'olive
- hysope
- laurier sauce
- lavande
- lime séchée
- liqueur de framboise
- livèche
- madère
- marjolaine
- mangue
- menthe, menthe poivrée
- mélisse
- miel
- millepertuis
- monarde
- moutarde
- myrte
- noisette
- cerneaux de noix
- noix de muscade
- oignon
- origan
- oseille
- paprika
- persil
- pignon de pin
- piment
- pimprenelle
- poivre (noir, gris, vert, blanc, rouge, rose)
- piment, piment de Cayenne, piment de la Jamaïque, piment d'Espelette
- raifort
- rhum
- romarin
- rue
- safran
- sarriette
- sauge
- sel de cuisine, sel de Guérande, fleur de sel
- souci
- sureau
- Tabasco
- tamarin
- thym
- truffe
- extrait de vanille, gousse de vanille
- verveine citronnée
- viandox

- vinaigre, vinaigre de Xérès,
- vinaigre balsamique
- vinaigre blanc